# Olympische Sommerspiele 1964/Leichtathletik – 110 m Hürden (Männer)

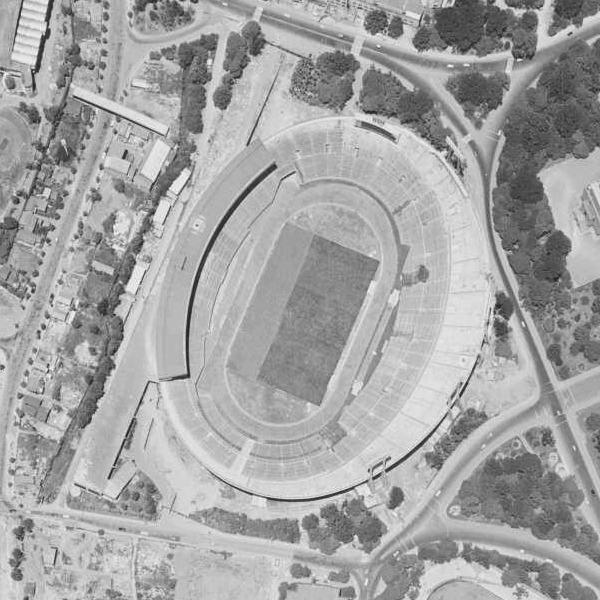
Luftaufnahme des Olympiastadions im Jahr 1963

Der 110-Meter-Hürdenlauf der Männer bei den Olympischen Spielen 1964 in Tokio wurde am 17. und 18. Oktober 1964 im Olympiastadion Tokio ausgetragen. 37 Athleten nahmen teil.
Olympiasieger wurde der US-Amerikaner Hayes Jones. Er gewann vor seinem Landsmann Blaine Lindgren und Anatoli Michailow aus der Sowjetunion.
Drei Deutsche gingen an den Start. Athleten aus Österreich, der Schweiz und Liechtenstein nahmen nicht teil. Während Christian Voigt und Werner Trzmiel in den Vorläufen ausschieden, konnte Hinrich John sich für das Halbfinale qualifizieren. Hier schied er als Fünfter seines Laufes aus.

## Bestehende Rekorde
| Weltrekord         | 13,2 s | Martin Lauer ( BR Deutschland) | Zürich, Schweiz                 | 7. Juli 1959      |
| Weltrekord         | 13,2 s | Lee Calhoun ( USA)             | Bern, Schweiz                   | 21. August 1960<  |
| Olympischer Rekord | 13,5 s | Lee Calhoun ( USA)             | Finale OS Melbourne, Australien | 28. November 1956 |
| Olympischer Rekord | 13,5 s | Jack Davis ( USA)              | Finale OS Melbourne, Australien | 28. November 1956 |

Der bestehende olympische Rekord wurde hier in Tokio nicht erreicht. Im schnellsten Rennen, dem Finale, verfehlte der US-amerikanische Olympiasieger Hayes Jones den Rekord um eine Zehntelsekunde. Vom Weltrekord trennten ihn vier Zehntelsekunden. Aufgrund schwieriger Rahmenbedingungen mit ständigem Regen und kühlen Temperaturen waren bessere Zeiten kaum möglich.

## Durchführung des Wettbewerbs
37 Athleten traten am 17. Oktober zu insgesamt fünf Vorläufen an. Die jeweils besten drei Starter – hellblau unterlegt – sowie der nachfolgend Zeitschnellste – hellgrün unterlegt – qualifizierten sich für das Halbfinale am 18. Oktober. Hieraus erreichten die jeweils besten vier Läufer – wiederum hellblau unterlegt – das Finale am selben Tag.

## Zeitplan
17. Oktober, 14:00 Uhr: Vorläufe

18. Oktober, 14:00 Uhr: Halbfinale

18. Oktober, 15:50 Uhr: Finale
Anmerkung: Alle Zeiten sind in Ortszeit Tokio (UTC + 9) angegeben.

## Vorläufe
Datum: 17. Oktober 1964, ab 14:00 Uhr
Wetterbedingungen: heiter, ca. 23 °C, Luftfeuchtigkeit ca. 66 %

### Vorlauf 1
Wind: −1,74 m/s
| Platz | Name             | Nation        | Offizielle Zeit handgestoppt | Inoffizielle Zeit elektronisch |
| ----- | ---------------- | ------------- | ---------------------------- | ------------------------------ |
| 1     | Giorgio Mazza    | Italien       | 14,2 s                       | 14,26 s                        |
| 2     | Willie Davenport | USA           | 14,2 s                       | 14,44 s                        |
| 3     | Hirokazu Yasuda  | Japan         | 14,5 s                       | 14,53 s                        |
| 4     | Folu Erinle      | Nigeria       | 14,5 s                       | 14,57 s                        |
| 5     | Aggrey Awori     | Uganda        | 14,6 s                       | 14,68 s                        |
| 6     | Arnaldo Bristol  | Puerto Rico   | 14,6 s                       | 14,69 s                        |
| 7     | Wallie Babb      | Nordrhodesien | 14,7 s                       | 14,80 s                        |

### Vorlauf 2
Wind: −0,40 m/s
| Platz | Name               | Nation         | Offizielle Zeit handgestoppt | Inoffizielle Zeit elektronisch |
| ----- | ------------------ | -------------- | ---------------------------- | ------------------------------ |
| 1     | Blaine Lindgren    | USA            | 14,2 s                       | 14,20 s                        |
| 2     | Alexander Kontarew | Sowjetunion    | 14,2 s                       | 14,26 s                        |
| 3     | Hinrich John       | Deutschland    | 14,3 s                       | 14,39 s                        |
| 4     | Laurie Taitt       | Großbritannien | 14,5 s                       | 14,52 s                        |
| 5     | Ghulam Raziq       | Pakistan       | 14,7 s                       | 14,76 s                        |
| 6     | Heriberto Cruz     | Puerto Rico    | 14,9 s                       | 14,93 s                        |
| 7     | Juan Carlos Dyrzka | Argentinien    | 15,2 s                       | k. A.                          |
| 8     | Simbara Maki       | Elfenbeinküste | 15,3 s                       | k. A.                          |

### Vorlauf 3
Wind: +0,64 m/s
| Platz | Name                | Nation            | Offizielle Zeit handgestoppt | Inoffizielle Zeit elektronisch |
| ----- | ------------------- | ----------------- | ---------------------------- | ------------------------------ |
| 1     | Anatoli Michailow   | Sowjetunion       | 14,1 s                       | 14,13 s                        |
| 2     | Giovanni Cornacchia | Italien           | 14,2 s                       | 14,25 s                        |
| 3     | Bo Forssander       | Schweden          | 14,3 s                       | 14,35 s                        |
| 4     | Cliff Nuttall       | Kanada            | 14,8 s                       | 14,82 s                        |
| 5     | Bernard Fournet     | Frankreich        | 14,8 s                       | 14,83 s                        |
| 6     | Çetin Şahiner       | Türkei            | 15,1 s                       | 15,12 s                        |
| 7     | Virgil Okiring      | Uganda            | 15,5 s                       | k. A.                          |
| DNS   | Lin Kuei-Chang      | Chinesisch Taipeh |                              |                                |

### Vorlauf 4
Wind: −2,17 m/s
| Platz | Name                        | Nation       | Offizielle Zeit handgestoppt | Inoffizielle Zeit elektronisch |
| ----- | --------------------------- | ------------ | ---------------------------- | ------------------------------ |
| 1     | Eddy Ottoz                  | Italien      | 14,6 s                       | 14,63 s                        |
| 2     | Lázaro Aristides Betancourt | Kuba         | 14,6 s                       | 14,67 s                        |
| 3     | Walentin Tschistjakow       | Sowjetunion  | 14,7 s                       | 14,75 s                        |
| 4     | Leo Mariën                  | Belgien      | 14,9 s                       | 14,93 s                        |
| 5     | Georgios Marsellos          | Griechenland | 14,9 s                       | 14,97 s                        |
| 6     | Kuda Ditta                  | Malaysia     | 15,1 s                       | 15,17 s                        |
| 7     | Christian Voigt             | Deutschland  | 15,1 s                       | 15,19 s                        |
| 8     | Samir Vincent               | Irak         | 16,2 s                       | k. A.                          |

### Vorlauf 5
Wind: −1,86 m/s
| Platz | Name                     | Nation         | Offizielle Zeit handgestoppt | Inoffizielle Zeit elektronisch |
| ----- | ------------------------ | -------------- | ---------------------------- | ------------------------------ |
| 1     | Marcel Duriez            | Frankreich     | 14,2 s                       | 14,22 s                        |
| 2     | Hayes Jones              | USA            | 14,2 s                       | 14,24 s                        |
| 3     | Mike Parker              | Großbritannien | 14,2 s                       | 14,26 s                        |
| 4     | Gurbachan Singh Randhawa | Indien         | 14,3 s                       | 14,37 s                        |
| 5     | Werner Trzmiel           | Deutschland    | 14,3 s                       | 14,38 s                        |
| 6     | Akira Tanaka             | Japan          | 14,5 s                       | 14,58 s                        |
| 7     | Edward Akika             | Nigeria        | 14,7 s                       | 14,70 s                        |

## Halbfinale
Datum: 18. Oktober 1964, ab 14:00 Uhr
Wetterbedingungen: regnerisch, ca. 14 °C, Luftfeuchtigkeit ca. 97 %

### Lauf 1

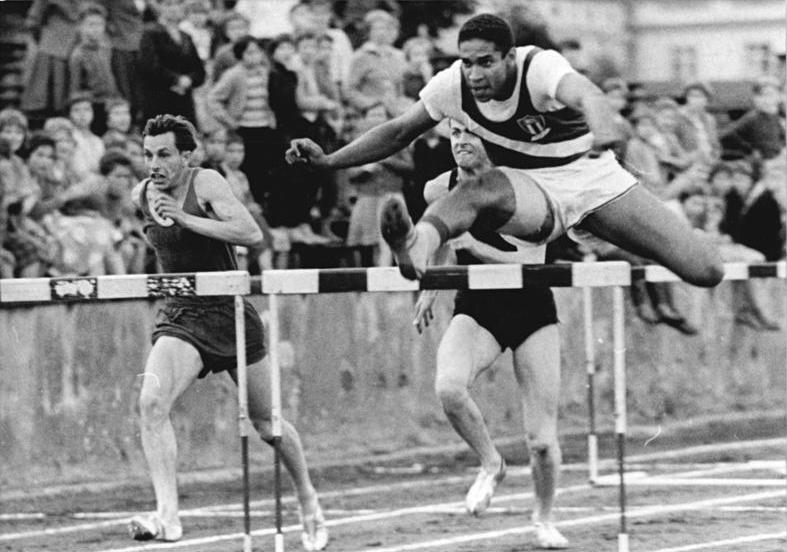
Lázaro Aristides Betancourt (hier in führender Position eines Rennens in Potsdam 1961) – ausgeschieden als Sechster des ersten Halbfinals

Wind: +2,70 m/s
| Platz | Name                        | Nation      | Offizielle Zeit handgestoppt | Inoffizielle Zeit elektronisch |
| ----- | --------------------------- | ----------- | ---------------------------- | ------------------------------ |
| 1     | Anatoli Michailow           | Sowjetunion | 13,9 s                       | 13,90 s                        |
| 2     | Gurbachan Singh Randhawa    | Indien      | 14,0 s                       | 14,04 s                        |
| 3     | Giorgio Mazza               | Italien     | 14,0 s                       | 14,06 s                        |
| 4     | Marcel Duriez               | Frankreich  | 14,0 s                       | 14,10 s                        |
| 5     | Hinrich John                | Deutschland | 14,1 s                       | 14,14 s                        |
| 6     | Lázaro Aristides Betancourt | Kuba        | 14,2 s                       | 14,23 s                        |
| 7     | Willie Davenport            | USA         | 14,2 s                       | 14,28 s                        |
| DSQ   | Walentin Tschistjakow       | Sowjetunion |                              |                                |

### Lauf 2
Wind: +0,28 m/s
| Platz | Name                | Nation         | Offizielle Zeit handgestoppt | Inoffizielle Zeit elektronisch |
| ----- | ------------------- | -------------- | ---------------------------- | ------------------------------ |
| 1     | Blaine Lindgren     | USA            | 13,9 s                       | 13,95 s                        |
| 2     | Giovanni Cornacchia | Italien        | 14,0 s                       | 14,06 s                        |
| 3     | Hayes Jones         | USA            | 14,0 s                       | 14,06 s                        |
| 4     | Eddy Ottoz          | Italien        | 14,1 s                       | 14,12 s                        |
| 5     | Bo Forssander       | Schweden       | 14,2 s                       | 14,21 s                        |
| 6     | Alexander Kontarew  | Sowjetunion    | 14,2 s                       | 14,27 s                        |
| 7     | Hirokazu Yasuda     | Japan          | 14,3 s                       | 14,30 s                        |
| 8     | Mike Parker         | Großbritannien | 14,6 s                       | 14,65 s                        |

## Finale

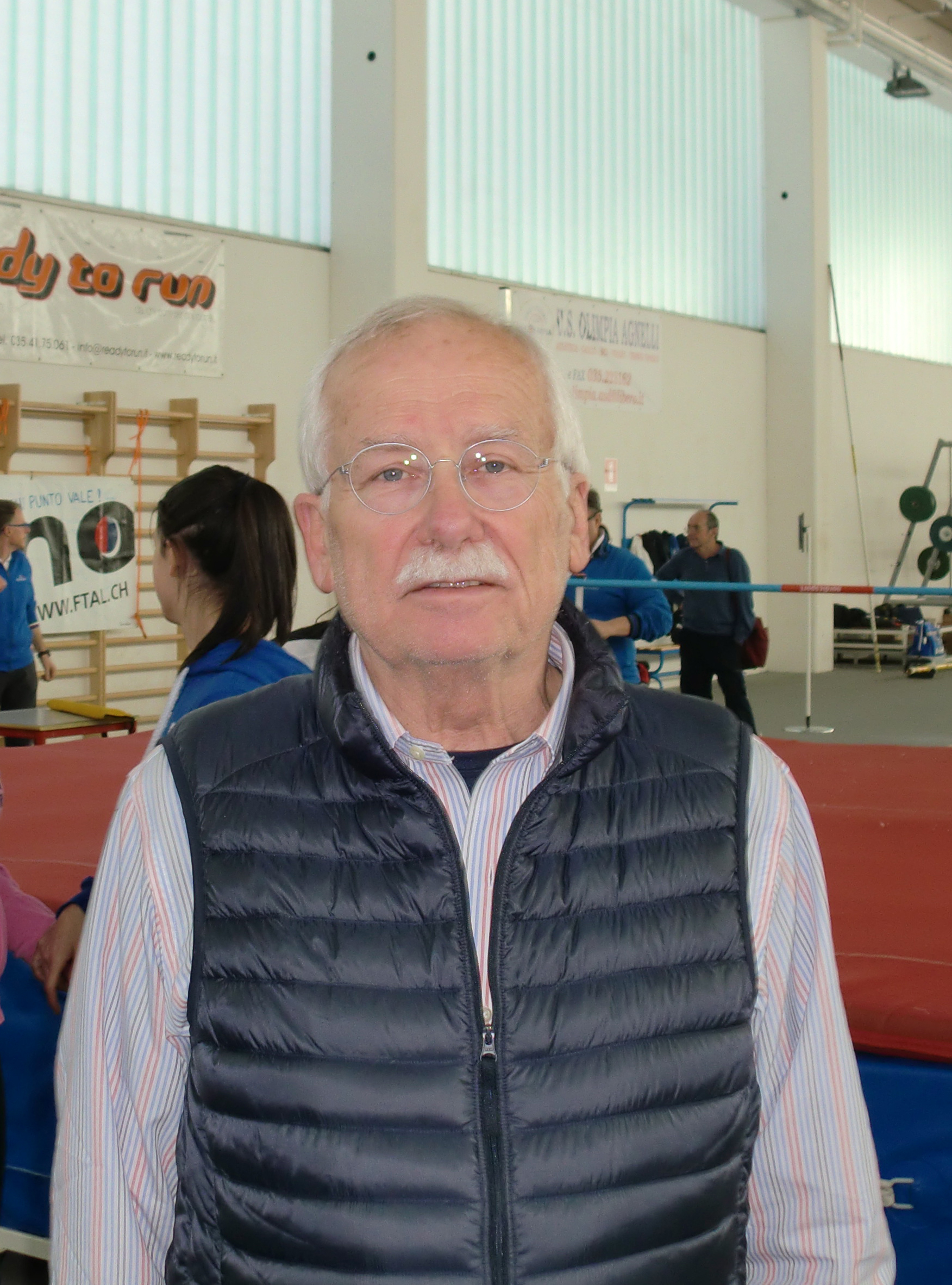
Eddy Ottoz (hier im Jahr 2015) verpasste als Viertplatzierter Bronze nur um wenige Hundertstelsekunden

Datum: 18. Oktober 1964, 15:50 Uhr

Wind: +2,00 m/s
Wetterbedingungen: regnerisch, ca. 13 °C, Luftfeuchtigkeit ca. 97 %
| Platz | Name                     | Nation      | Offizielle Zeit handgestoppt | Inoffizielle Zeit elektronisch |
| ----- | ------------------------ | ----------- | ---------------------------- | ------------------------------ |
| 1     | Hayes Jones              | USA         | 13,6 s                       | 13,67 s                        |
| 2     | Blaine Lindgren          | USA         | 13,7 s                       | 13,74 s                        |
| 3     | Anatoli Michailow        | Sowjetunion | 13,7 s                       | 13,78 s                        |
| 4     | Eddy Ottoz               | Italien     | 13,8 s                       | 13,84 s                        |
| 5     | Gurbachan Singh Randhawa | Indien      | 14,0 s                       | 14,09 s                        |
| 6     | Marcel Duriez            | Frankreich  | 14,0 s                       | 14,09 s                        |
| 7     | Giovanni Cornacchia      | Italien     | 14,1 s                       | 14,12 s                        |
| 8     | Giorgio Mazza            | Italien     | 14,1 s                       | 14,17 s                        |

Die beiden US-Läufer Blaine Lindgren und Hayes Jones galten als Favoriten für dieses Rennen. Einen fünften Dreifacherfolg in Folge für die USA verhinderte eine Oberschenkelverletzung Willie Davenports, der dadurch im Halbfinale ausschied.
Jones, der als schnellster Starter galt, lag im Finale von Anfang an in Führung. Lindgren konnte zwar bis zur letzten Hürde fast aufschließen, doch Jones zog auf den letzten Metern noch einmal an und war im Ziel mit einer Zehntelsekunde Vorsprung Olympiasieger vor Lindgren. Die Bronzemedaille gewann der sowjetische Hürdenläufer Anatoli Michailow, der das Rennen nach offizieller handgestoppter Zeitmessung zeitgleich – elektronisch nur vier Hundertstel Differenz – mit Lindgren beendete. Bessere Zeiten waren angesichts der schwierigen Bedingungen mit ständigem Regen und kühlen Temperaturen nicht möglich.
Anatoli Michailow gewann die erste sowjetische Medaille in dieser Disziplin.

Im fünfzehnten olympischen Finale gab es den dreizehnten US-Sieg. Es war gleichzeitig der zehnte US-Doppelerfolg.

## Videolinks
- Olympics 1964 Athletics, Bereich: 17:50 min bis 20:21 min, youtube.com, abgerufen am 6. September 2021
- Hayes Jones 1964 Gold Medal, youtube.com, abgerufen am 26. Oktober 2017